# Felipe González de Ahedo

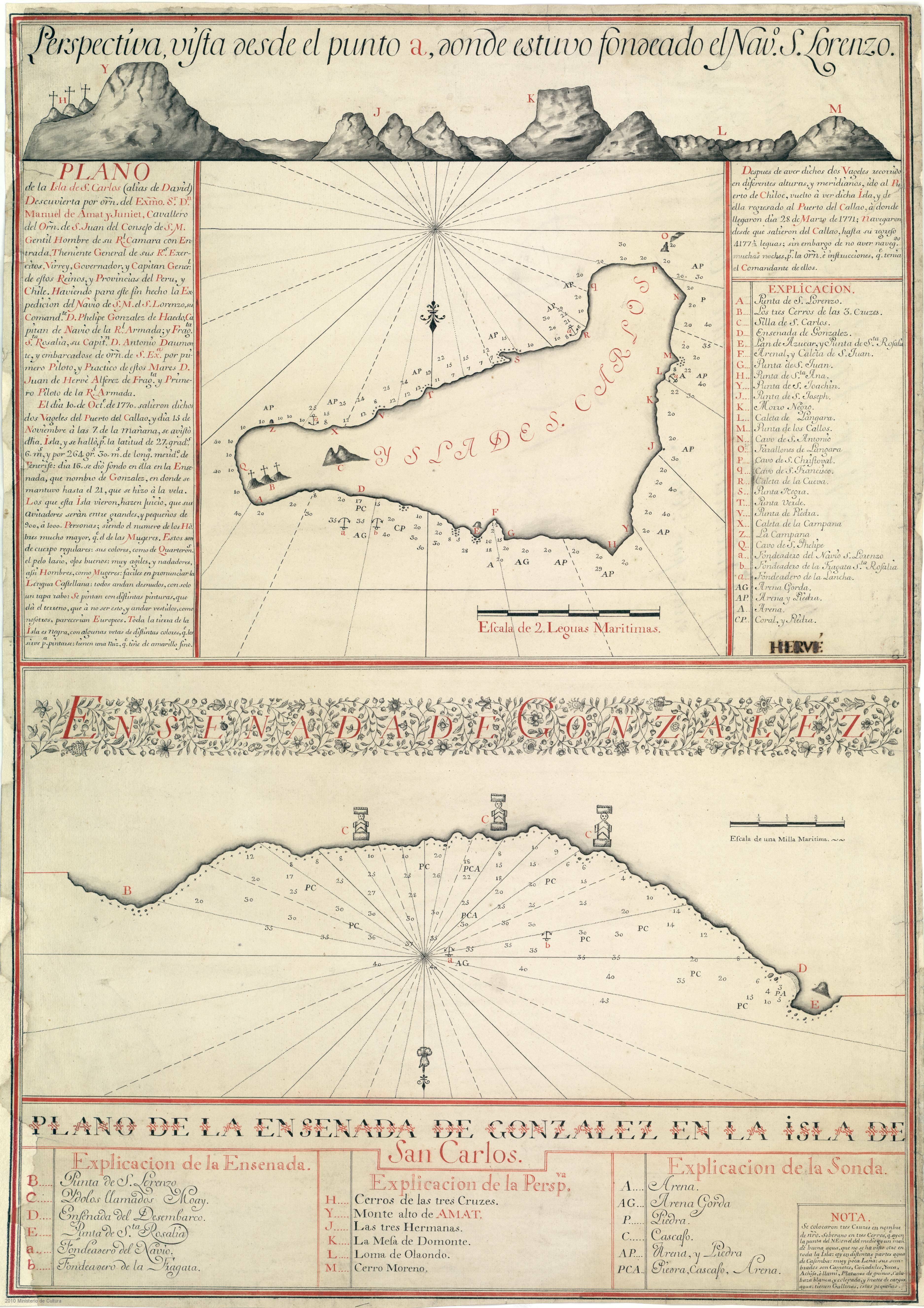
La carte de l'île de Pâques (renommée Isla de San Carlos) dessinée par González de Ahedo en 1770. Le nord est en bas.

Felipe González Ahedo, aussi appelé Felipe González d'Ahedo ou Felipe González Haedo, né à Santoña le 13 mai 1714 et mort à Cadix le 26 octobre 1802, est un officier de la Marine et cartographe espagnol.Il participe à la guerre de succession de Pologne et dans la huerre de l'oreille de Jenkins, où il se distingue par son courage lors du siège de Carthagène des Indes. Il est principalement connu pour être le premier à cartographier l'île de Pâques Pet à en prendre possession au nom du roi d'Espagne Carlos III, la rebaptisant île de San Carlos en l'honneur du monarque. C'est le deuxième contact documenté des Européens avec les habitants de l'île de Pâques, après la première observation en 1722 par le navigateur hollandais Jakob Roggeveen. Par la suite, il participe à diverses actions de combat contre l'Angleterre lors de la guerre d'indépendance des États-Unis et commande plusieurs navires corsaires. Il termine ses jours à Cadix, après avoir atteint le poste de chef d'escadre.

## Biographie

### Jeunesse et carrière
Felipe González Ahedo naît à Santoña (Cantabrie) et est baptisé le 13 mai dans l'église Santa María de cette ville. En 1727, il commence son service dans la marine en tant qu'assistant pilote sur le navire San Bernardo, sous le commandement de son père, lors du voyage de Santander au port de Pasaia (Guipúzcoa). Ensuite, il navigue vers La Corogne. En 1728, il transborde au San Francisco Javier pour un voyage à La Havane, avant de retourner à Santander puis à Pasaia.
En 1733, il est promu au grade de second pilote et participe à la guerre de succession de Pologne à bord du paquebot San Diego. En 1734, promu au grade de premier pilote, il escorte des troupes de Cadix à Ceuta, Cartagène, Barcelone et Livourne à bord du paquebot Marte. En 1739, il défend avec succès le Fort de San Pedro contre les assauts anglais lors du siège de Carthagène des Indes.
Promu enseigne de vaisseau en 1741 pour son courage à Cartagène, il poursuit son service, naviguant notamment à La Havane et à Veracruz. En 1751, il est promu lieutenant de frégate et continue à servir dans la marine espagnole, effectuant des missions de transport de troupes et de marchandises entre l'Espagne et l'Amérique.

### Redécouverte de l'île de Pâques

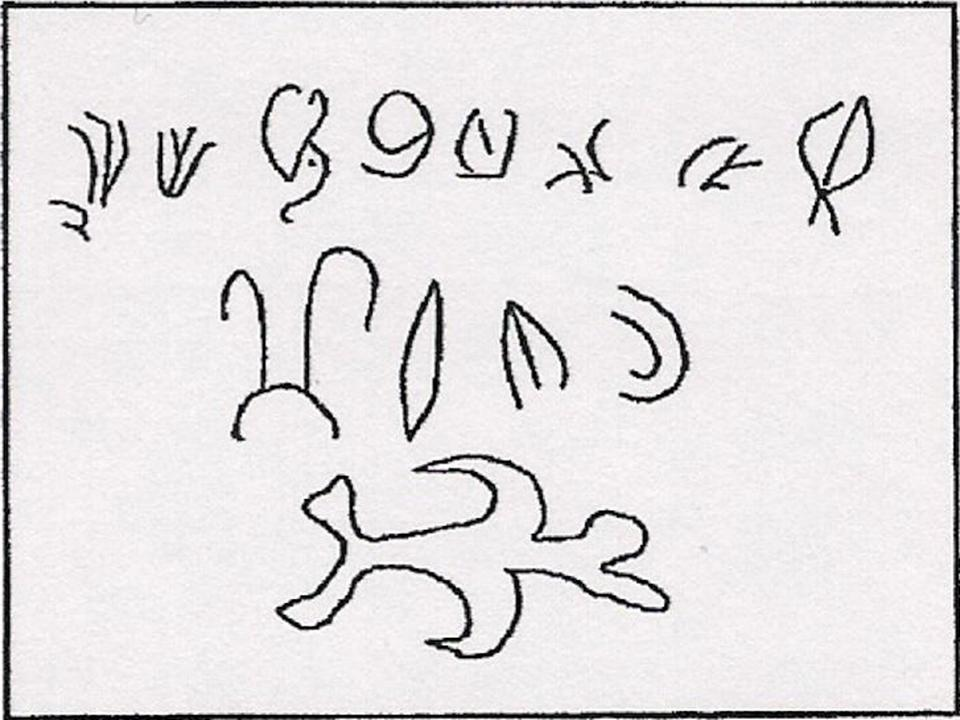
Symboles en rongorongo utilisés par les Rapa Nui pour signer le document de Felipe Gonzalez. Il s'agit du premier document connu utilisant ce langage.

En 1770, il est promu capitaine de vaisseau et dirige une expédition à la recherche de l'île de David, rebaptisée île de San Carlos en l'honneur du roi d'Espagne, Carlos III. Plus tard, il participe à des missions de protection du commerce maritime et des ports espagnols contre les attaques de pirates et de navires étrangers.
Felipe González de Ahedo commande deux navires espagnols, le San Lorenzo et le Santa Rosalia, envoyés par le vice-roi du Pérou Manuel de Amat y Junient. Ils parviennent le 15 novembre 1770 en vue de l'île de Pâques (c'est la deuxième fois seulement qu'un navire européen pose le pied sur cette île, après celui de Jacob Roggeveen). Ils y restent six jours, et annexent l'île au nom du roi d'Espagne Charles III. Elle est alors rebaptisée Isla de san Carlos. Les indigènes, lors d'une cérémonie, consacrent l'annexion de l'île en invoquant Make-make et apposent leurs signatures sur un document officiel en utilisant des pictogrammes incompréhensibles pour les Européens. Felipe consacre son séjour à l'exploration de l'île et trace une première carte.

### Fin de carrière et mort
Promu chef d'escadre en 1789, il continue de servir dans la marine espagnole malgré son âge avancé. Il décède à l'âge de 88 ans le 26 octobre 1802 à Cadix. Felipe González Ahedo laisse derrière lui un héritage de courage et de dévouement à la marine espagnole.